# إلبيو مانا
إلبيو مانا (بالإسبانية: Elvio Mana)‏ هو لاعب كرة قدم أرجنتيني في مركز الدفاع، ولد في 1955 في الأرجنتين. لعب مع كيلمس ونادي كافالا.